# Et Cetera (mangá)
Et Cetera (えとせとら, Etosetora) é um mangá de ação, aventura e comédia, criado por Tom Nakazaki (なかざき 冬, Nakazaki Tō). Foi publicado na revista Monthly Shōnen Magazine entre meados 1998 até 2001.

## História
Mingchao, uma jovem chinesa e órfã, viaja pelo “velho oeste” com a esperança de ganhar glória e fama. Ela rapidamente se junta um suspeito sacerdote, Baskerville, e juntos eles vão à caminho de Hollywood.

## Personagens
Mingchao (ミンチャオ, Minchao)
Mingchao é uma órfã chinesa que vive sozinha no velho oeste. Seu avô é a pessoa que criou a “Eto Gun”, que ela pode atirar devido ao numero XII em sua palma. Mingchao possuí uma personalidade gentil e despreocupada, mesmo assim ela mostra coragem quando seus amigos estão em perigo. Ela se recusa a matar, e freqüentemente impede outras pessoas de matarem seus inimigos, não importando se eles são tão ruins. Ela é misericordiosa, ao ponto de aceitar antigos inimigos a se juntar ao grupo. Ela compartilha laços especiais com Baskerville(ou, como ela chama ele, “Sr. Sacerdote”), e parece ter sentimentos românticos com ele, apesar da diferença de idade. Contudo, o relacionamento deles está mais perto de um pai/filha, o possivelmente de um irmão/irmã.
Baskerville (バスカービル, Basukaabiru)
Baskerville diz ser um sacerdote em peregrinação quando ele aparece pela primeira vez. Ele sempre carrega uma bíblia com ele, que possui informações sobre a Eto Gun. A principio ele parece estar simplesmente usando Mingchao para por as mãos na arma, mais isso muda rapidamente quando ele começa à criar afeto pela garota. Ele é extremamente habilidoso atirando facaas. É revelado mais tarde que seu verdadeiro nome é Razy (レイジー, Reijii) e ele é um ex-membro do “The syndicate”, uma organização que está na busca de conseguir as armas Eto e Zodiac.Há muito tempo, sua irmã estava com uma doença mortal, então ele se juntou ao “The Syndicate” para poder conseguir os remédios para ela. Ele foi conhecido como um assassino que não mostrava misericórdia, até mesmo em crianças. Contudo, o remédio na verdade era uma droga que apodrece o corpo de dentro para fora. Isto resulta na morte de sua irmã, Chisel. Ele deseja usar a Eto Gun para obter vingança matando o líder do The Syndicate.